# Euproctis faceta
Euproctis faceta är en fjärilsart som beskrevs av Swinhoe 1903. Euproctis faceta ingår i släktet Euproctis och familjen tofsspinnare. Inga underarter finns listade i Catalogue of Life.